# Crise
Crise ( do grego κρίσις,-εως,ἡ translit.  krisis; em português, distinção, decisão, sentença, juízo, separação) é um conceito utilizado na sociologia, na política, na economia, na medicina, na psicopatologia, entre outras áreas de conhecimento.

## Psicologia
No campo da Psicologia, em particular da Psicologia do Desenvolvimento, o conceito de crise é explicado como toda a situação de mudança a nível biológico, psicológico ou social, que exige da pessoa ou do grupo, um esforço suplementar para manter o equilíbrio ou estabilidade emocional. Corresponde a momentos da vida de uma pessoa ou de um grupo em que há ruptura na sua homeostase psíquica e perda ou mudança dos elementos estabilizadores habituais. 
A crise pode ser definida como uma fase de perda, ou uma fase de substituições rápidas, em que se pode colocar em questão o equilíbrio da pessoa. Torna-se, então, muito importante a atitude e comportamento da pessoa face a momentos como este. É fundamental a forma como os componentes da crise são vividos, elaborados e utilizados subjectivamente.
A evolução da crise pode ser benéfica ou maléfica, dependendo de factores que podem ser tanto externos, como internos. Toda crise conduz necessariamente a um aumento da vulnerabilidade, mas nem toda crise é necessariamente um momento de risco. Pode, eventualmente, evoluir negativamente quando os recursos pessoais estão diminuídos e a intensidade do stress vivenciado pela pessoa ultrapassa a sua capacidade de adaptação e de reacção.
Mas a crise é vista, de igual modo, como uma ocasião de crescimento. A evolução favorável de uma crise, conduz a um crescimento, à criação de novos equilíbrios, ao reforço da pessoa e da sua capacidade de reação a situações menos agradáveis.
Assim, a crise evolui no sentido da regressão, quando a pessoa não a consegue ultrapassar, ou no sentido do desenvolvimento, quando a crise é favoravelmente vivida.

## Economia
Ponto de transição entre um período de prosperidade e outro de depressão

## Medicina
1. Alteração (melhora, ou piora) que sobrevém no curso de uma doença.[2]
2. Acidente repentino que sobrevém numa pessoa em estado aparente de boa saúde ou agravamento súbito de um estado crônico:  crise de asma; crise de apendicite; crise epiléptica; crise cardíaca. [2]

## Geral[2]
1. Manifestação violenta e repentina de ruptura de equilíbrio:  crise emocional.
2. Manifestação violenta de um sentimento:   crise de raiva; crise de ternura.
3. Estado de dúvidas e incertezas:   crise religiosa; crise moral.
4. Fase difícil, grave, na evolução das coisas, dos fatos, das idéias:   período de crise; crise familiar; crise literária; crise política, crise agrícola.
5. Momento perigoso ou decisivo:   crise histórica.
6. Lance embaraçoso; lance, conjuntura:   crise amorosa.
7. Tensão, conflito:   crise diplomática; crise internacional.
8. Deficiência, falta, penúria:   crise de mão-de-obra; crise do café.
9. Econ. Ponto de transição entre um período de prosperidade e outro de depressão:   A crise de 1929.
10. Teatr. Complicação e agravamento da intriga, que leva a ação dramática a uma catástrofe ou a conseqüência grave e decisiva; crise dramática.
11. Bras. Pop. Paradeiro (2).
12. Crise dramática. 1. Teatr. Crise (12).
13. Crise epiléptica. 1. Neur. Psiq. Distúrbio paroxístico e transitório de função cerebral, e em que podem ser observados perda de consciência, fenômenos motores anormais, etc.
14. Crise epiléptica generalizada. 1. Neur. Psiq. A que se caracteriza, clinicamente, por alteração da consciência e por manifestações vegetativas maciças, acompanhando-se, ou não, de fênomenos motores que comprometem, simultaneamente, ambos os lados do corpo.
15. Crise epiléptica parcial. 1. Neur. Psiq. Aquela cujos sintomas iniciais (motores, sensoriais, etc.) não têm o caráter maciço que apresentam no curso das crises generalizadas (v. crise epiléptica generalizada).
16. Crise social. 1. Sociol. Situação grave em que os acontecimentos da vida social, rompendo padrões tradicionais, perturbam a organização de alguns ou de todos os grupos integrados na sociedade.

1. ↑  Schargel, Sergio (5 de janeiro de 2024). «Crise, adjetivo de democracia». Varia Historia: e23324. ISSN 0104-8775. doi:10.1590/0104-87752023000300024. Consultado em 2 de agosto de 2024
2. 1 2 3 4  FERREIRA, AURELIO BUARQUE DE HOLANDA (2010). Novo dicionário Aurélio da Língua Portuguesa. [S.l.]: POSITIVO. ISBN 9788538583110